# Massaker von Grabovica
Koordinaten: 43° 39′ 0″ N, 17° 45′ 0″ O
Das Massaker von Grabovica ist ein Kriegsverbrechen des Bosnienkriegs, das vom 8. auf den 9. September 1993 in der Ortschaft Gornja Grabovica im Norden der Herzegowina verübt wurde. Dieser Massenmord an der ausschließlich kroatischen Zivilbevölkerung des Ortes wurde von Angehörigen der Armee der Republik Bosnien und Herzegowina begangen.
Die genaue Anzahl der zivilen Opfer des Massakers ist unklar. Es wurden 33 Leichen gefunden, darunter vor allem Greise, Frauen und ein Kind im Alter von dreieinhalb Jahren. 19 Personen gelten als vermisst. Die Häuser der kroatischen Einwohner wurden geplündert und in Brand gesetzt.

## Verlauf

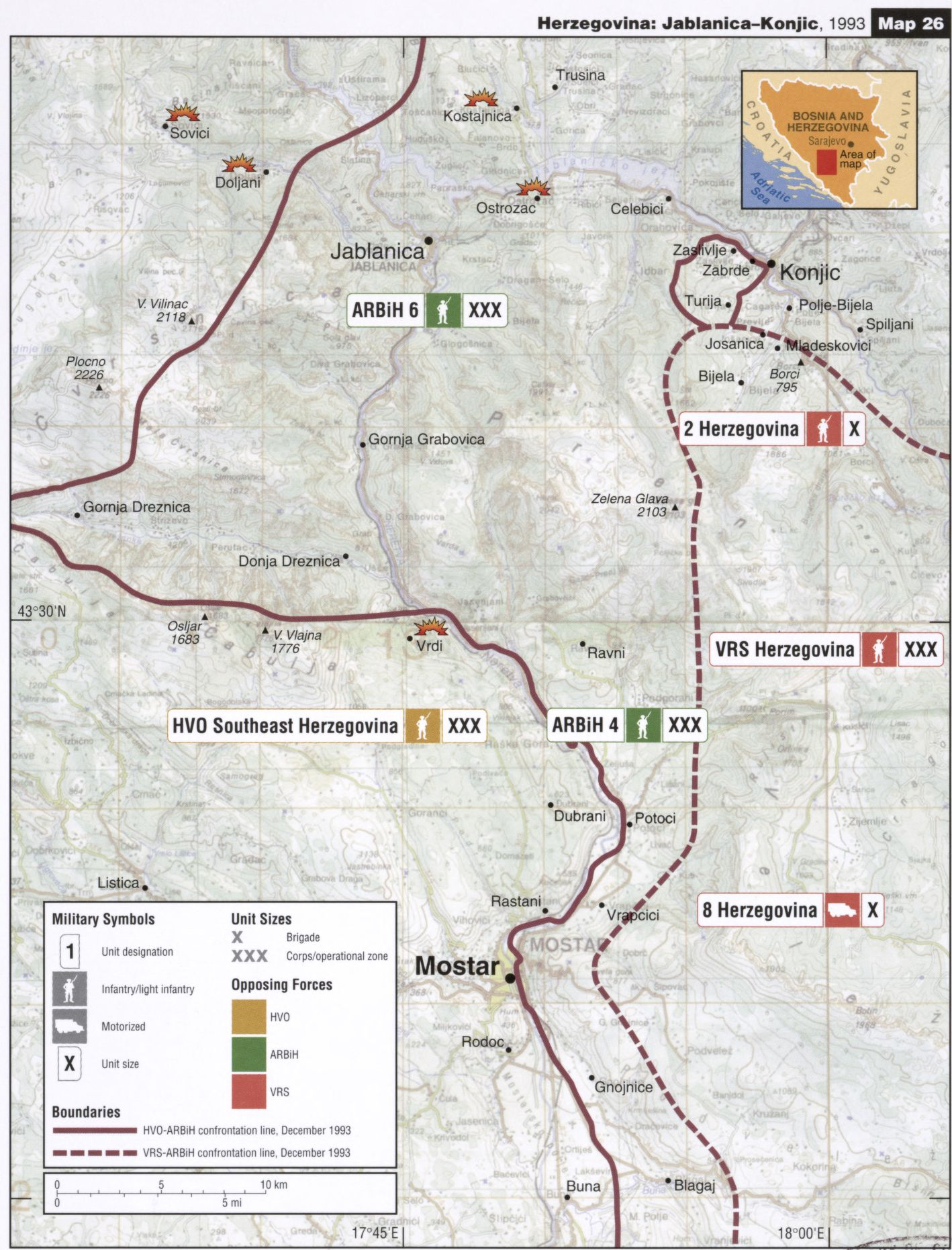
Der Frontverlauf im Dezember 1993 kurz nach dem Massaker. 12 Kilometer südlich von Jablanica ist Gornja Grabovica verzeichnet.

Die Ortschaft Gornja Grabovica bei Jablanica ist im nördlichen Teil der Herzegowina gelegen und wurde während der „Operation Neretva“ genannten Großoffensive Kampfgebiet. Am 14. September 1993 drang die 9. motorisierte Brigade der bosnischen Armee in die benachbarte Ortschaft ein und verübte das Massaker von Uzdol. Unter den 29 zivilen Opfern im Nachbarort Uzdol waren auch Frauen und Kinder.

## Aufarbeitung
Erst im Jahre 2005 kam es zu Anklageerhebungen gegen Beteiligte an den Massenmorden. Die Chefanklägerin am Internationalen Strafgerichtshof in Den Haag, die Schweizerin Carla Del Ponte, erhob auch Klage gegen Sefer Halilović, den ehemaligen General der von Bosniaken dominierten Regierungstruppen. Die Anklage hält den General für den Hauptverantwortlichen. Als Vorgesetzter der entsprechenden Einheiten hätte er die über Tage andauernden Gräueltaten verhindern und die Täter bestrafen müssen. Die Haager Richter lehnten die Anklage jedoch ab und sprachen Halilović im November 2005 aus Mangel an Beweisen frei. An dem verübten Kriegsverbrechen an sich ließen sie aber keine Zweifel. Verurteilt wurden bislang fünf einfache Soldaten der bosnischen Armee, höherrangige Offiziere wurden bis 2010 nicht zur Verantwortung gezogen.

## Identifizierte Opfer
1. Josip Brekalo (* 1939)
2. Luca Brekalo (* 1939), Ehefrau des Josip Brekalo
3. Pero Čuljak (* 1913)
4. Matija Čuljak (* 1917), Ehefrau des Pero Čuljak
5. Andrija Drežnjak (* 1921)
6. Mara Drežnjak (* 1921), Ehefrau des Andrija Drežnjak
7. Dragica Drežnjak (* 1953), Tochter des Andrija Drežnjak
8. Živko Drežnjak (* 1933)
9. Ljuba (genannt Ljubica) Drežnjak (* 1932), Ehefrau des Živko Drežnjak
10. Cvitan Lovrić (* 1936)
11. Jela Lovrić (* 1940), Ehefrau des Cvitan Lovrić
12. Ivan Mandić (* 1935)
13. Mara Mandić (* 1912), Witwe
14. Pero Marić (* 1914)
15. Dragica Marić (* 1914), Ehefrau des Pero Marić
16. Ilka Marić (* 1921), Witwe
17. Marinko Marić (* 1941)
18. Luca Marić (* 1944), Ehefrau des Marinko Marić
19. Marko Marić (* 1906)
20. Matija Marić (* 1907), Ehefrau des Marko Marić
21. Martin Marić (* 1911)
22. Ruža Marić (* 1935)
23. Ruža Marić (* 1956)
24. Ilka Miletić (* 1926)
25. Anica Pranjić (* 1914), Witwe
26. Luca Prskalo (* 1939)
27. Franjo Ravlić (* 1917)
28. Ivan Šarić (* 1939)
29. Ivan Zadro (* 1924)
30. Matija Zadro (* 1923), Ehefrau des Ivan Zadro
31. Mladen Zadro (* 1956), Sohn von Ivan und Matija Zadro
32. Ljubica Zadro (* 1956), Ehefrau des Mladen Zadro
33. Mladenka Zadro (* 1989), Tochter von Mladen und Ljubica Zadro
34. Mato Ljubic (* 1923)
35. Kata Ljubic (* 1944)